# Ambassade de France au Royaume-Uni
L'ambassade de France au Royaume-Uni est la représentation diplomatique de la République française auprès du Royaume-Uni de Grande-Bretagne et d'Irlande du Nord. Elle est située à Londres, la capitale du pays, et son ambassadrice est, depuis 2022, Hélène Tréheux-Duchêne.

## Situation et accès
L'ambassade est située entre Knightsbridge au sud, artère principale du quartier cossu du même nom au centre de Londres (cité de Westminster), et South Carriage Drive au nord, qui longe Hyde Park. L'immeuble qui lui fait face abrite l'ambassade du Koweït.
Le consulat général de France se trouve à 700 m au sud-ouest, au 21 Cromwell Road.
Le quartier est desservi par la ligne  Piccadilly, à la station Knightsbridge.
La résidence de l'ambassadeur se situe au no 11 de Kensington Palace Gardens, à 2 km de l'ambassade, dans l'avenue la plus chère de la capitale britannique, sinon du monde.

## Histoire de l'ambassade

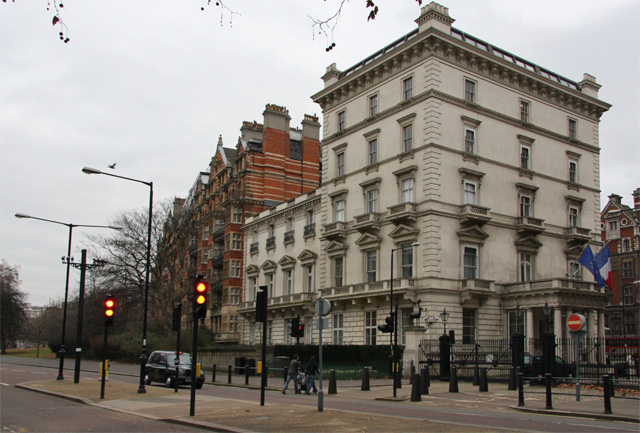
L'ambassade, vue de South Carriage Drive.

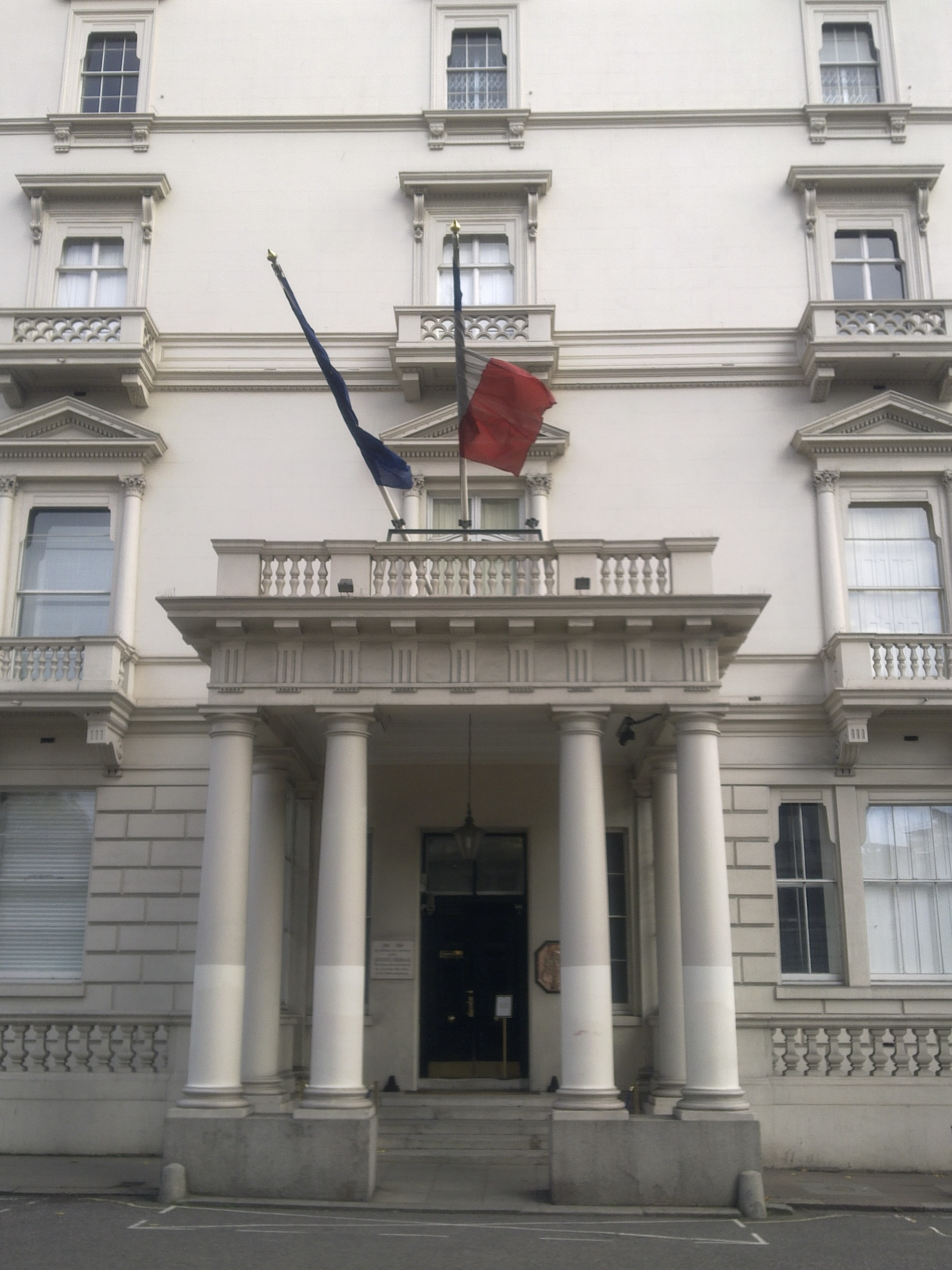
Entrée de l'ambassade dans Albert Gate.

Albert Gate, où se situe l'entrée principale de l’ambassade de France, date du début des années 1840 et est l'œuvre du constructeur Thomas Cubitt (1788-1855). Les deux bâtiments à l'italienne qui s’y font face, recouverts de stuc, sont achevés en 1845. Ce sont alors les maisons les plus hautes jamais vues à Londres, ce qui fait qu'on les surnomme Malte et Gibraltar parce qu'elles ne seraient jamais prises. Elles ont relativement peu changé depuis lors, à l'exception des intérieurs.
Le no 1, l'actuelle ambassade de France, est loué en 1853 à l'ambassadeur de l'époque, le comte Walewski, pour la somme de 1800 £ par an. Dès lors, le bâtiment est occupé de façon continue par la représentation diplomatique française mais il cesse, en 1947, d'être la résidence de l'ambassadeur. À la fin des années 1890, une extension de l'ambassade, devenue trop petite, est entreprise par l'architecte Olivier Carré.
Depuis l'installation de l'ambassadeur à Kensington Palace Gardens, le bâtiment originel a beaucoup changé : des bureaux ont remplacé les salles de réception. Quelques éléments d'origine ont tout de même survécu, comme l'ancien escalier des domestiques au sud-est du bâtiment.
En 1946-1949, l'architecte Roger-Henri Expert intervient sur la décoration intérieure de l'ambassade.
En 1996, une association de résidents de Knightsbridge, relayée par la presse, mène campagne contre la négligence supposée de la France dans l'entretien de son ambassade.

## Histoire de la résidence de l'ambassadeur

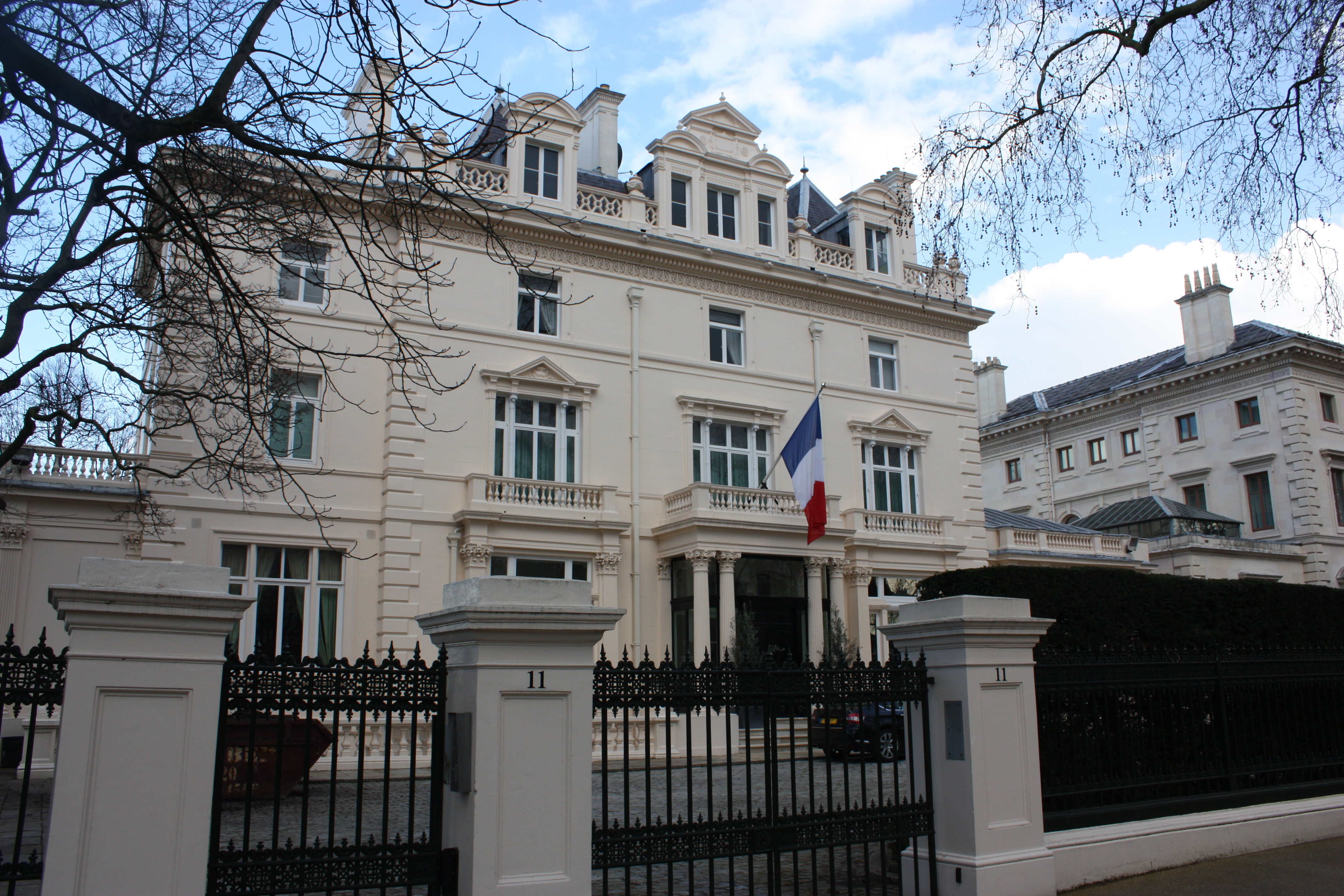
Résidence de l'ambassadeur.

La résidence est achetée en 1944 par l'ambassadeur René Massigli (1888-1988), héros de la France libre. Elle appartenait au 10e duc de Marlborough et avait été construite en 1840, comme la plupart des édifices de la rue. Durant la Seconde Guerre mondiale, elle avait accueilli la Royal Air Force afin de protéger Londres contre les attaques ennemies. Après plusieurs restaurations et réfections, le bâtiment est inauguré en 1950, mais un incendie le détruit presque entièrement en 1992. Reconstruite grâce au concours d'architectes français et britanniques, la résidence est meublée de pièces précieuses, de tapisseries des Gobelins et de tapis de la Savonnerie des XVIIe et XVIIIe siècles.
Notons qu'elle fut mise sur écoute par les services de renseignement britanniques entre 1960 et 1963. Les espions anglais voulaient alors connaître la nature des discussions entre l'ambassadeur et Charles de Gaulle.

## Ambassadeurs de France au Royaume-Uni

### Liste des ambassadeurs de France en Angleterre avant 1707
Cette liste présente les ambassadeurs, envoyés plénipotentiaires ou extraordinaires, de la France auprès du royaume d'Angleterre, des origines de la diplomatie jusqu'à l'Acte d'Union de 1707 formant le royaume de Grande-Bretagne, entre l'Angleterre et l'Écosse.
| De                    | À    | Ambassadeur | Fonction précédente                                     | Observation                    |
| --------------------- | ---- | --- | ------------------------------------------------------- | ------------------------------ |
| 1396                  | 1396 | Nicolas du Bosc († 1408) | Évêque de Bayeux                                        |                                |
| 1445                  | 1445 | Louis Ier de Bourbon, comte de Vendôme Jean II Jouvenel des Ursins, archevêque de Reims (1449) Guy XIV, comte de Laval Bertrand de Beauvau de Précigny Guillaume Cousinot de Montreuil Étienne Chevalier |                                                         | Plénipotentiaires pour la paix |
| 1477                  | 1477 | Guy de Poisieu[réf. à confirmer] | Archevêque de Vienne                                    |                                |
|                       | 1480 | Charles de Martigny | Évêque d'Elne (1475-1494) Évêque de Castres (1494-1509) |                                |
| 1480                  | 1480 | Claude de Seyssel |                                                         |                                |
|                       | 1518 | Guillaume Gouffier de Bonnivet |                                                         |                                |
|                       | 1522 | Denis Poillot |                                                         |                                |
|                       | 1527 | Claude Dodieu |                                                         |                                |
| 1533                  | 1533 | Jean de Dinteville (résident)Georges de Selve (envoyé spécial) |                                                         |                                |
| 1533                  | 1536 | François II de Tournon |                                                         |                                |
| 1537                  | 1538 | Louis de Perreau Sieur de Castillon |                                                         |                                |
| 1538                  | 1543 | Charles de Marillac | Ambassadeur à Constantinople                            | Archevêque de Vienne (1557)    |
| Milieu du XVIe siècle |      | Aymar de Clermont-Chaste-Gessans |                                                         |                                |
| 1546                  | 1548 | Odet de Selve | Amiral de France                                        |                                |
| 1554                  | 1554 | Antoine de Noailles | Amiral de France                                        |                                |
| 1556                  | 1556 | Gilles de Noailles | Évêque de Dax                                           |                                |
| 1559                  | 1559 | Gilles de Noailles | Évêque de Dax                                           |                                |
| 1560                  | 1562 | Michel de Sèvre | Prieur de Champagne                                     |                                |
| 1562                  | 1566 | Paul de Foix | Archevêque de Toulouse                                  |                                |
| 1566                  | 1568 | Jacques Bochetel, sieur de La Forest |                                                         |                                |
| 1568                  | 1575 | Bertrand de Salignac de La Mothe-Fénelon |                                                         |                                |
| 1575                  | 1585 | Michel de Castelnau, sieur de Mauvissiere |                                                         |                                |
| 1585                  | 1589 | Guillaume de L'Aubespine, baron de Chasteauheuf |                                                         |                                |
| 1590                  | 1595 | Jean de La Fin, sieur de Beau voir-La Nocte |                                                         |                                |
| 1597                  | 1597 | André Hurault de Maisse (1539-1607) |                                                         |                                |
| 1597                  | 1597 | François Leclerc du Tremblay (« Père Joseph ») |                                                         |                                |
| 1598                  | 1601 | Jean de Thumery, sieur de Boissise |                                                         |                                |
| 1601                  | 1605 | Christophe de Harlay, comte de Beaumont |                                                         |                                |
| 1606                  | 1611 | Antoine Le Fevre, sieur de La Boderie |                                                         |                                |
| 1611                  | 1615 | Samuel Spifame, sieur des Bisseaux |                                                         |                                |
| 1615                  | 1618 | Gaspard Dauvet, sieur des Marets |                                                         |                                |
| 1620                  | 1621 | Honoré d'Albret de Cadenet | Maréchal de France                                      |                                |
|                       | 1624 | Le Tillières de Bonneau |                                                         |                                |
|                       | 1625 | Jean de Varigniez, Sieur de Blainville († 1628) | Premier gentilhomme de la chambre du Roi                |                                |
| 1626                  | 1627 | François de Bassompierre | Maréchal de France (1622)                               |                                |
| 1628                  |      | Launay-Razilly |                                                         |                                |
| 1629                  | 1630 | Charles de L'Aubespine, marquis de Châteauneuf |                                                         |                                |
| 1630                  | 1633 | François du Val, marquis de Fontenay-Mareuil |                                                         |                                |
| 1633                  | 1635 | Jacques d'Angennes, marquis de Poigny |                                                         |                                |
| 1635                  | 1637 | Henri de Saint-Nectaire, marquis de La Ferté-Nabert |                                                         |                                |
| 1637                  | 1640 | Pierre Pomponne de Bellièvre |                                                         |                                |
| 1641                  | 1643 | Jacques d'Étampes | Maréchal de France (1651)                               |                                |
| 1645                  | 1650 | Jean de Montreuil, seigneur de Bordeaux |                                                         |                                |
| 1652                  | 1660 | Antoine de Neuville |                                                         |                                |
| 1661                  | 1662 | Godefroi, comte d'Estrades | Maréchal de France (1675)                               |                                |
| 1662                  | 1665 | Gaston Jean Baptiste, comte de Comminges (1613-1670) | Gouverneur de Saumur                                    |                                |
| 1665                  | 1668 | Henri de Bourbon-Verneuil |                                                         | Évêque de Metz (1612-1652)     |
| 1668                  | 1674 | Charles Colbert de Croissy |                                                         |                                |
| 1674                  | 1676 | Henri de Massué, marquis de Ruvigny |                                                         |                                |
| 1676                  | 1676 | Honoré Courtin |                                                         |                                |
| 1677                  | 1689 | Jean-Paul de Barillon, seigneur d'Amoncourt, marquis de Branges |                                                         |                                |
| 1698                  | 1701 | Camille d'Hostun, duc de Tallard | Maréchal de France (1703)                               |                                |
| 1701                  | 1701 | Jean-Baptiste Poussin (en) |                                                         | Chargé d'affaires              |
| 1701                  | 1712 | Guerre de Succession d'Espagne | Guerre de Succession d'Espagne                          | Guerre de Succession d'Espagne |
| 1702                  | 1702 | François Gaultier | Abbé                                                    | Attaché traitant               |
| 1705                  | 1705 | Nathaniel Hooke | Baron                                                   | Jacobite                       |

### Liste des ambassadeurs de France en Grande-Bretagne de 1707 à 1801

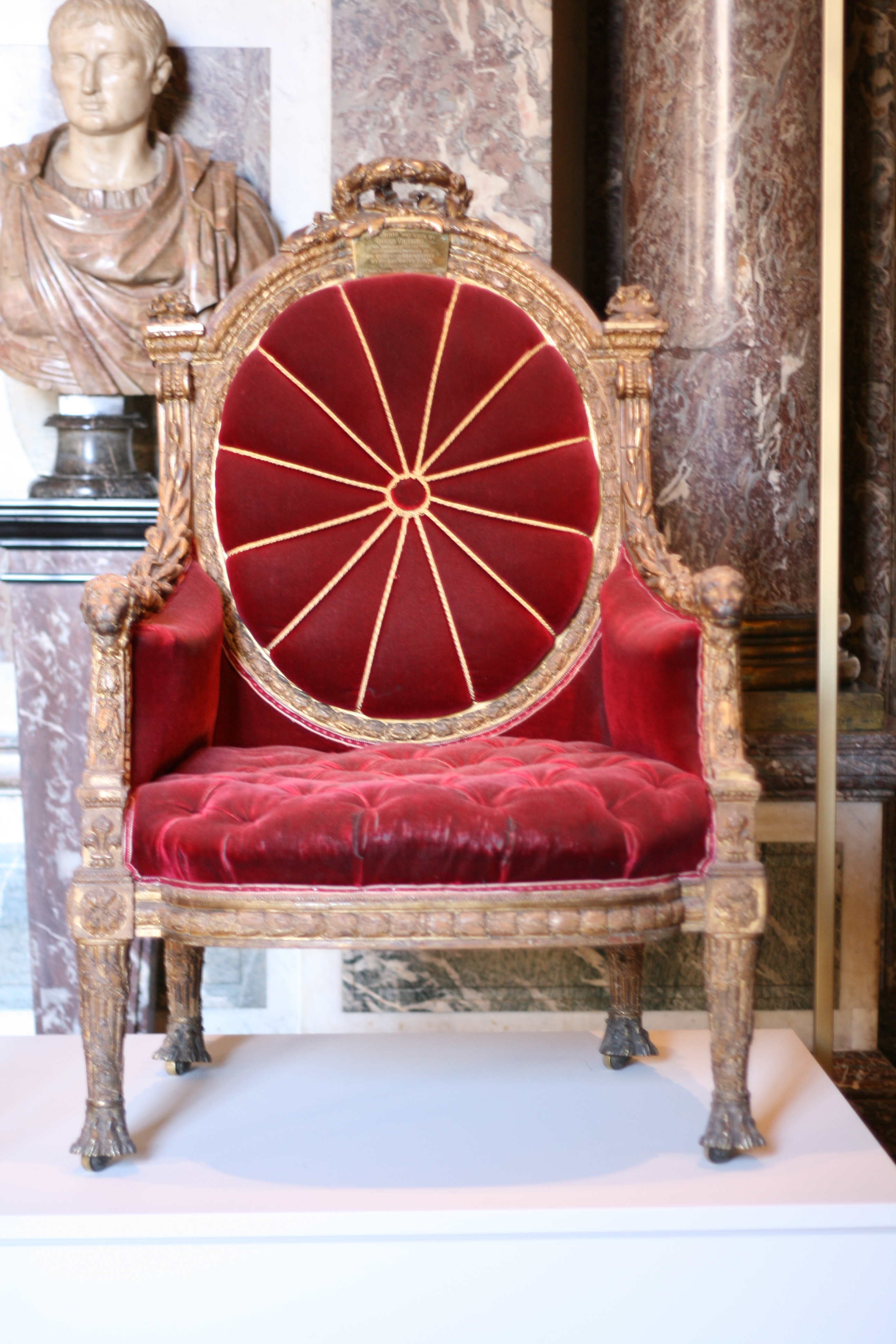
Trône de Louis XVI, exposé à l'ambassade de France à Londres, réalisé en 1783 par François II Foliot et Toussaint Foliot. La photographie a été prise à Versailles, lors de l'exposition « Trône en Majesté », en 2010.

Armes de la maison royale de Bourbon.

Cette liste présente les ambassadeurs, envoyés plénipotentiaires ou extraordinaires, de la France auprès du royaume de Grande-Bretagne, depuis l'acte d'Union de 1707 entre l'Angleterre et l'Écosse, jusqu'au troisième acte d'Union, en 1800, formant le Royaume-Uni de Grande-Bretagne et d'Irlande.

Armoiries impériales.

| Date d'envoi | Ambassadeur                                                                                         |
| ------------ | --------------------------------------------------------------------------------------------------- |
| 1708         | Charles-Auguste de Goÿon de Matignon, comte de Gacé                                                 |
| 1711         | Abbé François GaultierChevalier Nicolas Ménager                                                     |
| 1712         | Louis, duc d'Aumont                                                                                 |
| 1713         | Nicolas du Blé, marquis de Clermont et d'HuxellesChevalier Nicolas Ménager                          |
| 1713-1717    | Charles-François d'Iberville, marquis de La Bonde (en)                                              |
| 1717-1718    | Cardinal Guillaume Dubois                                                                           |
| 1718         | Yves d'Alègre, marquis de Tourzel                                                                   |
| 1719-1720    | Henri, marquis de Saint-Nectaire                                                                    |
| 1720         | Philippe Néricault Destouches, puis comte de Langeron                                               |
| 1723         | Théodore Chevignard de Chavigny                                                                     |
| 1724-1729    | François-Marie, duc de Broglie                                                                      |
| 1727         | Jacques-Joachim Trotti, marquis de La Chétardie                                                     |
| 1731         | Théodore Chevignard de Chavigny, comte de Toulongeon                                                |
| 1731         | Abbé Jacques Deschamps                                                                              |
| 1734         | Philippe-Claude de Beaufort, marquis de Canillac (en)                                               |
| 1738-1739    | Gaston-Charles-Pierre de Lévis, duc de Mirepoix                                                     |
| 1741         | Chevalier Étienne de Silhouette                                                                     |
| 1749-1757    | Gaston-Charles-Pierre de Lévis, duc de Mirepoix                                                     |
| 1762-1763    | Louis-Jules Mancini-Mazarini, duc de Nivernais                                                      |
| 1763-1767    | Claude-Louis-François Régnier, comte de Guerchy puis marquis de Blosset                             |
| 1768-1770    | Louis-Marie-Florent de Lomont d'Haraucourt, duc du Châtelet                                         |
| 1770-1776    | Adrien-Louis de Bonnières, duc de Guînes                                                            |
| 1776-1778    | Emmanuel-Marie-Louis, marquis de Noailles                                                           |
| 1783         | Éléonor-François-Élie, marquis de Moustier                                                          |
| 1783-1788    | Jean Balthazar, comte d'Adhémar                                                                     |
| 1788-1791    | Anne-César, chevalier puis marquis de La Luzerne                                                    |
| 1791-1799    | Plusieurs ministres plénipotentiaires dont François Bernard de Chauvelin (avril 1792- janvier 1793) |
| 1800-1802    | Louis-Guillaume Otto, comte de Môloy                                                                |

### Liste des ambassadeurs de France au Royaume-Uni de Grande-Bretagne et d'Irlande

#### De 1801 à 1944
| De   | À    | Ambassadeur                                     |
| ---- | ---- | ----------------------------------------------- |
| 1802 | 1803 | Antoine-François Andréossy                      |
| 1803 | 1813 | Rupture des relations diplomatiques             |
| 1814 | 1815 | Claude-Louis, duc de La Châtre                  |
| 1815 | 1819 | René-Eustache, marquis d'Osmond                 |
| 1819 | 1819 | Victor de Faÿ, marquis de La Tour-Maubourg      |
| 1820 | 1821 | Élie, duc Decazes et de Glücksbierg             |
| 1821 | 1821 | Louis-Marie, 8e duc de Gramont                  |
| 1822 | 1823 | François-René, vicomte de Chateaubriand         |
| 1823 | 1828 | Jules, prince de Polignac                       |
| 1828 | 1830 | Adrien Laval, prince de Montmorency             |
| 1830 | 1834 | Charles-Maurice de Talleyrand-Périgord          |
| 1832 | 1834 | Joseph-Alexandre-Jacques Durant de Mareuil      |
| 1835 | 1840 | Horace Sébastiani, comte de La Porta            |
| 1840 | 1841 | François Guizot                                 |
| 1841 | 1847 | Louis de Beaupoil, comte de Saint-Aulaire       |
| 1847 | 1848 | Victor, 3e duc de Broglie                       |
| 1848 | 1848 | Gustave, comte de Beaumont                      |
| 1849 | 1851 | Édouard Drouyn de Lhuys                         |
| 1851 | 1855 | Alexandre Colonna, comte Walewski               |
| 1855 | 1858 | Victor Fialin, comte de Persigny                |
| 1858 | 1859 | Aimable Pélissier, duc de Malakoff              |
| 1859 | 1860 | Victor Fialin, comte de Persigny                |
| 1860 | 1862 | Charles de Flahaut de La Billarderie            |
| 1862 | 1863 | Baron Jean-Baptiste-Louis Gros                  |
| 1863 | 1869 | Godefroy-Henri de La Tour d’Auvergne            |
| 1869 | 1870 | Charles-Jean-Marie-Félix, marquis de La Valette |
| 1871 | 1872 | Philippe de Rohan-Chabot, comte de Jarnac       |
| 1872 | 1873 | Albert, 4e duc de Broglie                       |
| 1873 | 1873 | Louis Decazes, 2e duc de Glücksbierg            |
| 1873 | 1874 | Sosthène, vicomte de La Rochefoucauld           |
| 1875 | 1878 | Georges, marquis d'Harcourt                     |
| 1879 | 1880 | Louis-Pierre-Alexis de Pothuau                  |
| 1880 | 1880 | Léon Say                                        |
| 1880 | 1882 | Paul-Armand Challemel-Lacour                    |
| 1883 | 1893 | Dr William Henry Waddington                     |
| 1894 | 1898 | Alphonse Chodron de Courcel                     |
| 1898 | 1920 | Paul Cambon                                     |
| 1920 | 1924 | Charles de Beaupoil, comte de Saint-Aulaire     |
| 1924 | 1933 | Aimé Joseph de Fleuriau                         |
| 1933 | 1940 | Charles Corbin                                  |

#### Depuis 1944

Emblème héraldique de la République.

| De   | À    | Ambassadeur                           |
| ---- | ---- | ------------------------------------- |
| 1944 | 1955 | René Massigli                         |
| 1955 | 1962 | Jean Chauvel                          |
| 1962 | 1972 | Geoffroy Chodron de Courcel           |
| 1972 | 1977 | Jacques Delarüe-Caron de Beaumarchais |
| 1977 | 1981 | Jean Sauvagnargues                    |
| 1981 | 1984 | Emmanuel Jacquin de Margerie          |
| 1984 | 1986 | Jacques Viot (en)                     |
| 1986 | 1990 | Luc de La Barre de Nanteuil           |
| 1990 | 1993 | Bernard Dorin                         |
| 1993 | 1998 | Jean Guéguinou                        |
| 1998 | 2002 | Daniel Bernard                        |
| 2002 | 2007 | Gérard Errera                         |
| 2007 | 2011 | Maurice Gourdault-Montagne            |
| 2011 | 2014 | Bernard Émié                          |
| 2014 | 2017 | Sylvie Bermann                        |
| 2017 | 2019 | Jean-Pierre Jouyet                    |
| 2019 | 2022 | Catherine Colonna                     |
| 2022 | auj. | Hélène Tréheux-Duchêne                |

## Relations diplomatiques
L'ambassade de France au Royaume-Uni administre le programme des Bourses Entente Cordiale pour les Britanniques de troisième cycle souhaitant étudier en France.

## Consulats
Outre celui de Londres, il existe un autre consulat général de France au Royaume-Uni, basé à Édimbourg, ainsi qu'un bureau consulaire à Gibraltar et des consuls honoraires exerçant dans les villes suivantes.
- Dépendant du Consulat général de Londres :
  - Plymouth (Devon)
  - Brighton (East Sussex)
  - Douvres (Kent)
  - Bristol
  - Cardiff (Glamorgan du Sud, Pays de Galles)
  - Birmingham (Midlands de l'Ouest)
  - Manchester (Grand Manchester)
  - Nottingham (Nottinghamshire)
  - Chester (Cheshire)
  - Leeds (Yorkshire de l'Ouest)
  - Newcastle (Tyne and Wear)
  - Belfast (Irlande du Nord)
  - Jersey (Îles Anglo-Normandes)
  - Guernesey (Îles Anglo-Normandes)
  - Gibraltar
- Dépendant du Consulat général d'Édimbourg :
  - Aberdeen (Grampian)

### Communauté française
Le nombre de Français établis au Royaume-Uni est estimé à environ 300 000. Au 31 décembre 2016, 140 224 sont inscrits sur les registres consulaires. Au 31 décembre 2014, les 126 804 inscrits étaient ainsi répartis entre les deux circonscriptions : Londres (121 168) et Édimbourg-Glasgow (5 636). 63 % des inscrits de la circonscription de Londres résident dans le Grand Londres.
| 2001   | 2002   | 2003   | 2004   |
| ------ | ------ | ------ | ------ |
| 78 919 | 85 823 | 91 630 | 94 563 |

| 2005    | 2006    | 2007    | 2008    |
| ------- | ------- | ------- | ------- |
| 102 470 | 111 186 | 107 914 | 112 660 |

| 2009    | 2010    | 2011    | 2012    |
| ------- | ------- | ------- | ------- |
| 113 127 | 113 655 | 123 306 | 126 049 |

| 2013    | 2014    | 2015    | 2016    |
| ------- | ------- | ------- | ------- |
| 126 239 | 126 804 | 127 837 | 140 224 |

| 2017    | 2018    | 2019    | 2020    |
| ------- | ------- | ------- | ------- |
| 147 506 | 146 213 | 147 548 | 144 084 |

| 2021    | - | - | - |
| ------- | - | - | - |
| 136 046 | - | - | - |

### Circonscriptions électorales
Depuis la loi du 22 juillet 2013 réformant la représentation des Français établis hors de France avec la mise en place de conseils consulaires au sein des missions diplomatiques, les ressortissants français du Royaume-Uni élisent pour six ans des conseillers consulaires dans chacune des circonscriptions suivantes :
1. Édimbourg et Glasgow : 3 conseillers ;
2. Londres : 9 conseillers.

Ces derniers ont trois rôles :
1. ils sont des élus de proximité pour les Français de l'étranger ;
2. ils appartiennent à l'une des quinze circonscriptions qui élisent en leur sein les membres de l'Assemblée des Français de l'étranger ;
3. ils intègrent le collège électoral qui élit les sénateurs représentant les Français établis hors de France. Afin de respecter la représentativité démographique, onze délégués consulaires sont élus dans la 2e circonscription (Londres) pour compléter ce collège électoral.

Pour l'élection à l'Assemblée des Français de l'étranger, le Royaume-Uni représentait jusqu'en 2014 une circonscription électorale ayant pour chef-lieu Londres et pourvoyait six sièges. Le Royaume-Uni appartient désormais à la circonscription électorale « Europe du Nord » dont le chef-lieu est Londres et qui désigne huit de ses 28 conseillers consulaires pour siéger parmi les 90 membres de l'Assemblée des Français de l'étranger.
Pour l'élection des députés des Français de l’étranger, le Royaume-Uni dépend de la 3e circonscription.